# کرامویل (مینه‌سوتا)
کرامویل، مینه‌سوتا (به انگلیسی: Cromwell, Minnesota) یک شهر در ایالات متحده آمریکا است که در مینه‌سوتا واقع شده‌است.

## خصوصیات
کرامویل ۵٫۲۱ کیلومترمربع مساحت و ۲۳۴ نفر جمعیت دارد و ۴۰۰ متر بالاتر از سطح دریا واقع شده‌است.